# Box-office Italie 1964-1965
Cet article traite du box-office de la saison cinématographique 1964-1965 en Italie.

## Les 20 premiers
Les films sont classés selon les recettes réelles de la Société italienne des auteurs et éditeurs (SIAE, Società Italiana degli Autori ed Editori), fournies par les volumes Platea in piedi exprimées en lires italiennes,,. Lorsque les données SIAE pour le nombre d'entrées ne sont pas disponibles, les recettes réelles ont été divisées par le prix moyen du billet à 221 lires en  1964-65.
Pour certains titres étrangers, les données SIAE ne sont pas disponibles, la position dans le classement est obtenue sur la base des données disponibles auprès du Giornale dello spettacolo,.
| Rang | Titre                         | Pays                                                                        | Réalisateur                          | Recettes Italie (lires) | Entrées Italie |
| ---- | ----------------------------- | --------------------------------------------------------------------------- | ------------------------------------ | ----------------------- | -------------- |
| 1    | Goldfinger                    | Drapeau du Royaume-Uni                                                      | Guy Hamilton                         | 3 500 000 000           | 15 800 000     |
| 2    | Pour une poignée de dollars   | Drapeau de l'Italie                                                         | Sergio Leone                         | 3 182 833 000           | 14 797 275     |
| 3    | Mariage à l'italienne         | Drapeau de l'Italie · Drapeau de la France                                  | Vittorio De Sica                     | 2 378 071 000           | 10 180 536     |
| 4    | Un monde fou, fou, fou, fou   | Drapeau des États-Unis                                                      | Stanley Kramer                       |                         |                |
| 5    | Le Plus Grand Cirque du monde | Drapeau des États-Unis                                                      | Henry Hathaway                       |                         |                |
| 6    | Un pistolet pour Ringo        | Drapeau de l'Italie · Drapeau de l'Espagne                                  | Duccio Tessari                       | 1 351 605 000           | 5 632 000      |
| 7    | Angélique, marquise des anges | Drapeau de la France · Drapeau de l'Italie · Drapeau : Allemagne de l'Ouest | Bernard Borderie                     | 1 202 865 000           | 5 442 000      |
| 8    | Le Cocu magnifique            | Drapeau de l'Italie · Drapeau de la France                                  | Antonio Pietrangeli                  | 1 160 095 000           | 5 249 000      |
| 9    | Les Ambitieux                 | Drapeau des États-Unis                                                      | Edward Dmytryk                       |                         |                |
| 10   | Les Cheyennes                 | Drapeau des États-Unis                                                      | John Ford                            |                         |                |
| 11   | Deux Corniauds au Far West    | Drapeau de l'Italie · Drapeau de l'Espagne                                  | Giorgio Simonelli                    | 1 119 247 000           | 5 064 000      |
| 12   | 002 Agents secrets            | Drapeau de l'Italie                                                         | Lucio Fulci                          | 1 076 788 000           | 4 872 000      |
| 13   | Cent millions ont disparu     | Drapeau de l'Italie · Drapeau de la France                                  | Ettore Scola                         | 1 048 917 000           | 4 746 000      |
| 14   | Les Deux Évadés de Sing-Sing  | Drapeau de l'Italie                                                         | Lucio Fulci                          | 1 043 842 000           | 4 723 000      |
| 15   | Topkapi                       | Drapeau des États-Unis                                                      | Jules Dassin                         |                         |                |
| 16   | Le Train                      | Drapeau des États-Unis · Drapeau de la France                               | John Frankenheimer et Bernard Farrel |                         |                |
| 17   | Les Deux Toréadors            | Drapeau de l'Italie · Drapeau de l'Espagne                                  | Giorgio Simonelli                    | 1 031 147 000           | 4 665 000      |
| 18   | À genoux devant toi           | Drapeau de l'Italie                                                         | Ettore Maria Fizzarotti              | 897 306 000             | 4 060 000      |
| 19   | Non son degno di te           | Drapeau de l'Italie                                                         | Ettore Maria Fizzarotti              | 962 121 000             | 4 008 000      |
| 20   | Deux Corniauds en chasse      | Drapeau de l'Italie                                                         | Giorgio Bianchi                      | 884 480 000             | 4 002 000      |